# Original (person)

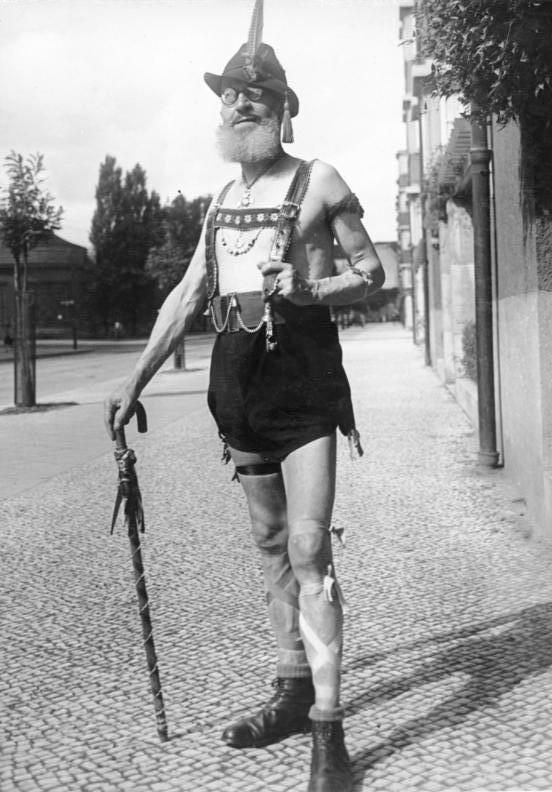
Berlinoriginalet Heinrich Hoffmann i början på 1930-talet.

Ett original är en person som blivit känd genom ett excentriskt utseende, beteende eller andra egenskaper som väcker uppmärksamhet. By- och stadsoriginal är människor som sticker ut från den stora mängden och som gillar att framhäva sina egenheter. Ofta får de också uppfinningsrika smeknamn som understryker det som är speciellt med personen.